# Baldinger Straße 11 (Nördlingen)

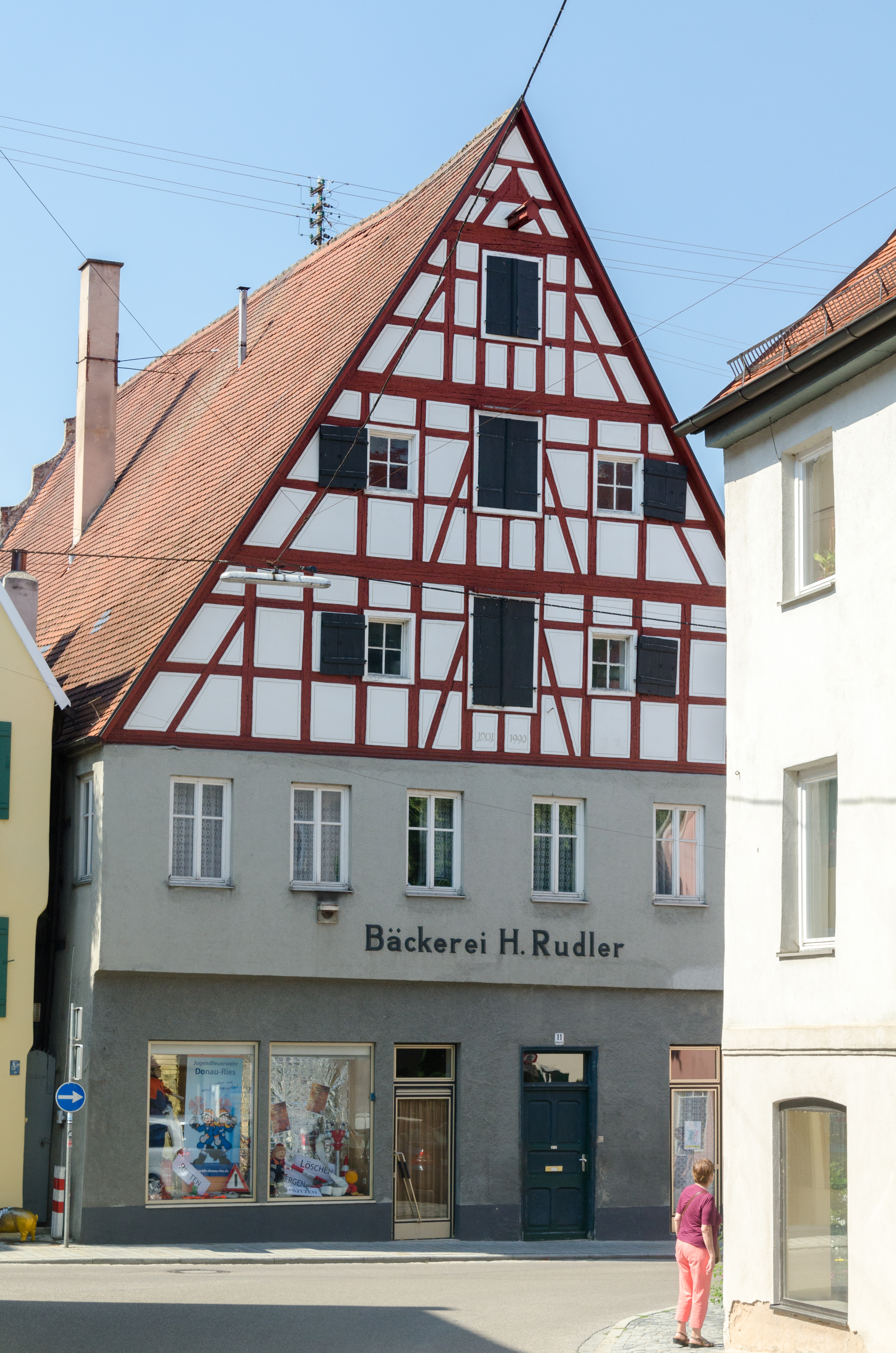
Fachwerkhaus Baldinger Straße 11 in Nördlingen (2015)

Das Gebäude Baldinger Straße 11 in Nördlingen, einer Stadt im schwäbischen Landkreis Donau-Ries in Bayern, wurde im Kern um 1400 errichtet. Das Fachwerkhaus ist ein geschütztes Baudenkmal.
Das Wohn- und Geschäftshaus ist ein zweigeschossiger giebelständiger Satteldachbau mit vorkragendem Obergeschoss. Die Dachwerkkonstruktion mit stehendem Stuhl stammt aus der Erbauungszeit. Das schmucklose Fachwerk des Giebels, das nach 1945 freigelegt wurde, stammt aus der zweiten Hälfte des 18. Jahrhunderts.
Bis 1556 war in dem Gebäude eine Badestube. Im Jahr 1632 wird das Anwesen als Gasthaus Goldenes Rößlein bezeichnet. Die Tradition als Bäckerei geht in das späte 17. Jahrhundert zurück. Sie endete im Jahr 2003.